# Championnat de France de rugby à XV 1903-1904
Navigation
1902-1903 1904-1905

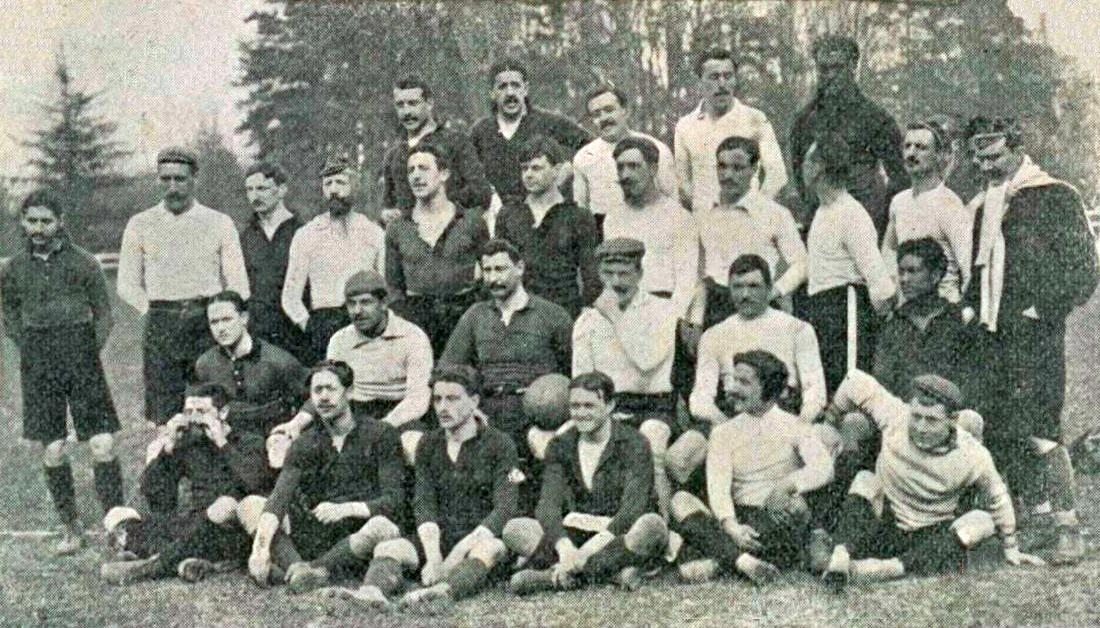
Finale du championnat de France de rugby 1904, le SBUC victorieux en blanc, et le Stade français en foncé.

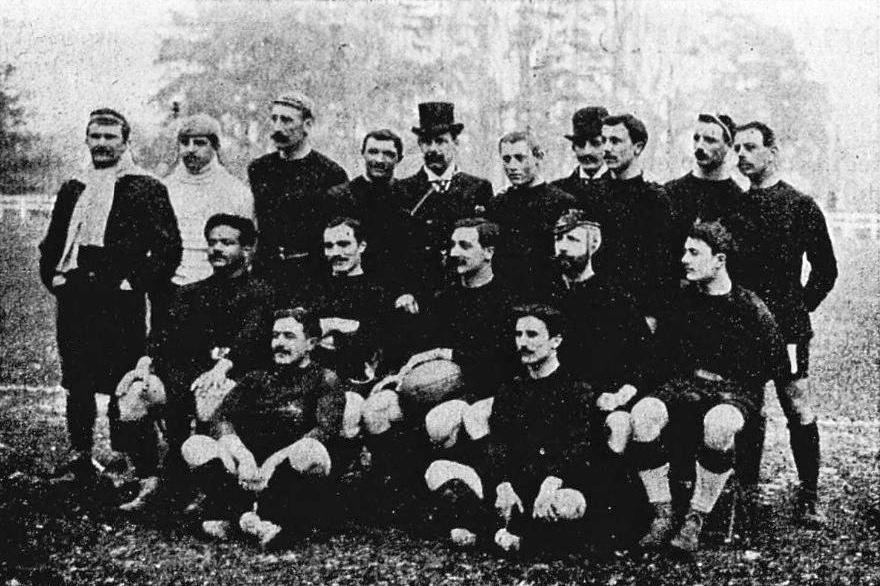
Le SBUC en mars 1904 (ici en foncé, lors du match contre le FC Lyon).

Le championnat de France de football-rugby de première série de l'USFSA 1903-1904 est remporté par le Stade bordelais UC qui bat le Stade français en finale.
Le SBUC remporte son second titre de champion de France après celui de 1899 et après avoir été vaincu en finale en 1900, vainqueur disqualifié en 1901 et en 1902.

## Participants
Les vainqueurs des championnats régionaux de l'USFSA se qualifient pour le championnat de France. L'organisateur augmente le nombre de participants à 10 clubs pour cette édition. 
En effet, c'est le vainqueur du championnat de Bretagne qui peut prétendre à participer au championnat. Le FC de Rennes devient le premier club breton a intégrer le championnat de France.
Le Stade olympien perd en finale du Sud face à l'USEV de Toulouse (8-0) à la prairie des Filtres et se qualifie pour la première fois dans le championnat de France.
Le RC Bourguignon se qualifie pour la première fois également en championnat de France.
Voici les concourants de l'édition 1904 :
- Stade grenoblois, champion des Alpes
- Football club de Rennes, champion de Bretagne
- Vélo sport chartrain, champion du Centre-Ouest
- Racing club Bourguignon, champion de l'Est
- Olympique de Marseille, champion du Littoral
- Le Havre athletic club, champion de la Haute-Normandie
- Stade français champion de Paris
- Union sportive de l'école vétérinaire de Toulouse, champion du Sud
- Football club de Lyon, champion du Sud-Est
- Stade bordelais université club, champion du Sud-Ouest

## Organisation
Comme l'an dernier, on réunit les champions régionaux dans des zones interrégionales.
- Région Garonne : Bordeaux et Toulouse
- Région Rhône : Dijon (RCB), Grenoble, Lyon et Marseille
- Région Seine : Chartres, Le Havre, Paris et Rennes

Les rencontres ont lieu suivant les tableaux suivants :
- Région Garonne :
  - Sud contre Sud-Ouest
- Région Rhône :
  - Match 1 : Est contre Sud-Est
  - Match 2 : Littoral contre Alpes
- Finale interrégionale : Garonne contre Rhône
- Région Seine :
  - Match 1 : Centre-Ouest contre Bretagne
  - Match 2 : vainqueur 1 contre Haute-Normandie
  - Match 3 (« demi-finale 1 du championnat de France ») : vainqueur 2 contre Paris
- Demi-finale 2 du championnat de France : Garonne contre Rhône
- Finale du championnat de France : vainqueur Garonne-Rhône contre vainqueur Seine

## Résultats

### Tableau final
Le graphique du Championnat n'est pas représentatif de la réalité de l'organisation de l'époque mais permet une meilleure compréhension visuelle.
|  | 1re éliminatoire              | 1re éliminatoire              | 1re éliminatoire              | 1re éliminatoire              |                        |              | 2de éliminatoire          | 2de éliminatoire          | 2de éliminatoire          | 2de éliminatoire          |  |  | Demi-finales               | Demi-finales               | Demi-finales               | Demi-finales               |  |  | Finale                        | Finale                        | Finale                        | Finale                        |
|  |                               |                               |                               |                               |                        |              |                           |                           |                           |                           |  |  |                            |                            |                            |                            |  |  |                               |                               |                               |                               |
|  | Le 21 février 1904 à Chartres | Le 21 février 1904 à Chartres | Le 21 février 1904 à Chartres | Le 21 février 1904 à Chartres |                        |              | Le 6 mars 1904 à Chartres | Le 6 mars 1904 à Chartres | Le 6 mars 1904 à Chartres | Le 6 mars 1904 à Chartres |  |  | Le 13 mars 1904 à Chartres | Le 13 mars 1904 à Chartres | Le 13 mars 1904 à Chartres | Le 13 mars 1904 à Chartres |  |  | Le 27 mars 1904 à Saint-Cloud | Le 27 mars 1904 à Saint-Cloud | Le 27 mars 1904 à Saint-Cloud | Le 27 mars 1904 à Saint-Cloud |
|  | VS chartrain                  | VS chartrain                  | Forfait                       | Forfait                       |                        |              | Le 6 mars 1904 à Chartres | Le 6 mars 1904 à Chartres | Le 6 mars 1904 à Chartres | Le 6 mars 1904 à Chartres |  |  | Le 13 mars 1904 à Chartres | Le 13 mars 1904 à Chartres | Le 13 mars 1904 à Chartres | Le 13 mars 1904 à Chartres |  |  | Le 27 mars 1904 à Saint-Cloud | Le 27 mars 1904 à Saint-Cloud | Le 27 mars 1904 à Saint-Cloud | Le 27 mars 1904 à Saint-Cloud |
|  | VS chartrain                  | VS chartrain                  | Forfait                       | Forfait                       |                        |              | Le 6 mars 1904 à Chartres | Le 6 mars 1904 à Chartres | Le 6 mars 1904 à Chartres | Le 6 mars 1904 à Chartres |  |  | Le 13 mars 1904 à Chartres | Le 13 mars 1904 à Chartres | Le 13 mars 1904 à Chartres | Le 13 mars 1904 à Chartres |  |  | Le 27 mars 1904 à Saint-Cloud | Le 27 mars 1904 à Saint-Cloud | Le 27 mars 1904 à Saint-Cloud | Le 27 mars 1904 à Saint-Cloud |
|  | FC de Rennes                  | FC de Rennes                  | -                             | -                             |                        |              | Le 6 mars 1904 à Chartres | Le 6 mars 1904 à Chartres | Le 6 mars 1904 à Chartres | Le 6 mars 1904 à Chartres |  |  | Le 13 mars 1904 à Chartres | Le 13 mars 1904 à Chartres | Le 13 mars 1904 à Chartres | Le 13 mars 1904 à Chartres |  |  | Le 27 mars 1904 à Saint-Cloud | Le 27 mars 1904 à Saint-Cloud | Le 27 mars 1904 à Saint-Cloud | Le 27 mars 1904 à Saint-Cloud |
|  | FC de Rennes                  | FC de Rennes                  | -                             | -                             | VS chartrain           | VS chartrain | 5                         | 5                         |                           |                           |  |  | Le 13 mars 1904 à Chartres | Le 13 mars 1904 à Chartres | Le 13 mars 1904 à Chartres | Le 13 mars 1904 à Chartres |  |  | Le 27 mars 1904 à Saint-Cloud | Le 27 mars 1904 à Saint-Cloud | Le 27 mars 1904 à Saint-Cloud | Le 27 mars 1904 à Saint-Cloud |
|  |                               |                               |                               |                               | VS chartrain           | VS chartrain | 5                         | 5                         |                           |                           |  |  | Le 13 mars 1904 à Chartres | Le 13 mars 1904 à Chartres | Le 13 mars 1904 à Chartres | Le 13 mars 1904 à Chartres |  |  | Le 27 mars 1904 à Saint-Cloud | Le 27 mars 1904 à Saint-Cloud | Le 27 mars 1904 à Saint-Cloud | Le 27 mars 1904 à Saint-Cloud |
|  |                               |                               | Le Havre AC                   | Le Havre AC                   | 4                      | 4            |                           |                           |                           |                           |  |  | Le 13 mars 1904 à Chartres | Le 13 mars 1904 à Chartres | Le 13 mars 1904 à Chartres | Le 13 mars 1904 à Chartres |  |  | Le 27 mars 1904 à Saint-Cloud | Le 27 mars 1904 à Saint-Cloud | Le 27 mars 1904 à Saint-Cloud | Le 27 mars 1904 à Saint-Cloud |
|  |                               |                               |                               |                               | 4                      | 4            |                           |                           |                           |                           |  |  | Le 13 mars 1904 à Chartres | Le 13 mars 1904 à Chartres | Le 13 mars 1904 à Chartres | Le 13 mars 1904 à Chartres |  |  | Le 27 mars 1904 à Saint-Cloud | Le 27 mars 1904 à Saint-Cloud | Le 27 mars 1904 à Saint-Cloud | Le 27 mars 1904 à Saint-Cloud |
|  |                               |                               |                               |                               |                        |              |                           |                           |                           |                           |  |  | Le 13 mars 1904 à Chartres | Le 13 mars 1904 à Chartres | Le 13 mars 1904 à Chartres | Le 13 mars 1904 à Chartres |  |  | Le 27 mars 1904 à Saint-Cloud | Le 27 mars 1904 à Saint-Cloud | Le 27 mars 1904 à Saint-Cloud | Le 27 mars 1904 à Saint-Cloud |
|  |                               |                               |                               |                               |                        |              |                           |                           |                           |                           |  |  | Le 13 mars 1904 à Chartres | Le 13 mars 1904 à Chartres | Le 13 mars 1904 à Chartres | Le 13 mars 1904 à Chartres |  |  | Le 27 mars 1904 à Saint-Cloud | Le 27 mars 1904 à Saint-Cloud | Le 27 mars 1904 à Saint-Cloud | Le 27 mars 1904 à Saint-Cloud |
|  | VS chartrain                  | VS chartrain                  | 0                             | 0                             |                        |              |                           |                           |                           |                           |  |  |                            |                            |                            |                            |  |  | Le 27 mars 1904 à Saint-Cloud | Le 27 mars 1904 à Saint-Cloud | Le 27 mars 1904 à Saint-Cloud | Le 27 mars 1904 à Saint-Cloud |
|  | VS chartrain                  | VS chartrain                  | 0                             | 0                             |                        |              |                           |                           |                           |                           |  |  |                            |                            |                            |                            |  |  | Le 27 mars 1904 à Saint-Cloud | Le 27 mars 1904 à Saint-Cloud | Le 27 mars 1904 à Saint-Cloud | Le 27 mars 1904 à Saint-Cloud |
|  |                               |                               | Stade français                | Stade français                | 29                     | 29           |                           |                           |                           |                           |  |  |                            |                            |                            |                            |  |  | Le 27 mars 1904 à Saint-Cloud | Le 27 mars 1904 à Saint-Cloud | Le 27 mars 1904 à Saint-Cloud | Le 27 mars 1904 à Saint-Cloud |
|  |                               |                               |                               |                               | 29                     | 29           |                           |                           |                           |                           |  |  |                            |                            |                            |                            |  |  | Le 27 mars 1904 à Saint-Cloud | Le 27 mars 1904 à Saint-Cloud | Le 27 mars 1904 à Saint-Cloud | Le 27 mars 1904 à Saint-Cloud |
|  |                               | Le 13 mars 1904 à Saint-Cloud |                               |                               |                        |              |                           |                           |                           |                           |  |  |                            |                            |                            |                            |  |  | Le 27 mars 1904 à Saint-Cloud | Le 27 mars 1904 à Saint-Cloud | Le 27 mars 1904 à Saint-Cloud | Le 27 mars 1904 à Saint-Cloud |
|  |                               |                               |                               |                               |                        |              |                           |                           |                           |                           |  |  |                            |                            |                            |                            |  |  | Le 27 mars 1904 à Saint-Cloud | Le 27 mars 1904 à Saint-Cloud | Le 27 mars 1904 à Saint-Cloud | Le 27 mars 1904 à Saint-Cloud |
|  |                               |                               |                               |                               |                        |              |                           |                           |                           |                           |  |  |                            |                            |                            |                            |  |  | Le 27 mars 1904 à Saint-Cloud | Le 27 mars 1904 à Saint-Cloud | Le 27 mars 1904 à Saint-Cloud | Le 27 mars 1904 à Saint-Cloud |
|  |                               |                               |                               |                               |                        |              |                           |                           |                           |                           |  |  |                            |                            |                            |                            |  |  | Le 27 mars 1904 à Saint-Cloud | Le 27 mars 1904 à Saint-Cloud | Le 27 mars 1904 à Saint-Cloud | Le 27 mars 1904 à Saint-Cloud |
|  |                               |                               |                               |                               |                        |              |                           |                           |                           |                           |  |  |                            |                            |                            |                            |  |  | Le 27 mars 1904 à Saint-Cloud | Le 27 mars 1904 à Saint-Cloud | Le 27 mars 1904 à Saint-Cloud | Le 27 mars 1904 à Saint-Cloud |
|  |                               |                               |                               |                               |                        |              |                           |                           |                           |                           |  |  |                            |                            |                            |                            |  |  | Le 27 mars 1904 à Saint-Cloud | Le 27 mars 1904 à Saint-Cloud | Le 27 mars 1904 à Saint-Cloud | Le 27 mars 1904 à Saint-Cloud |
|  |                               | Le 28 février 1904 à Bordeaux |                               |                               |                        |              |                           |                           |                           |                           |  |  |                            |                            |                            |                            |  |  | Le 27 mars 1904 à Saint-Cloud | Le 27 mars 1904 à Saint-Cloud | Le 27 mars 1904 à Saint-Cloud | Le 27 mars 1904 à Saint-Cloud |
|  |                               |                               |                               |                               |                        |              |                           |                           |                           |                           |  |  |                            |                            |                            |                            |  |  | Le 27 mars 1904 à Saint-Cloud | Le 27 mars 1904 à Saint-Cloud | Le 27 mars 1904 à Saint-Cloud | Le 27 mars 1904 à Saint-Cloud |
|  | Stade français                | Stade français                | 0                             | 0                             |                        |              |                           |                           |                           |                           |  |  |                            |                            |                            |                            |  |  |                               |                               |                               |                               |
|  | Stade français                | Stade français                | 0                             | 0                             |                        |              |                           |                           |                           |                           |  |  |                            |                            |                            |                            |  |  |                               |                               |                               |                               |
|  |                               |                               | Stade bordelais UC            | Stade bordelais UC            | 3                      | 3            |                           |                           |                           |                           |  |  |                            |                            |                            |                            |  |  |                               |                               |                               |                               |
|  |                               |                               |                               |                               | 3                      | 3            |                           |                           |                           |                           |  |  |                            |                            |                            |                            |  |  |                               |                               |                               |                               |
|  |                               |                               |                               |                               |                        |              |                           |                           |                           |                           |  |  |                            |                            |                            |                            |  |  |                               |                               |                               |                               |
|  |                               |                               |                               |                               |                        |              |                           |                           |                           |                           |  |  |                            |                            |                            |                            |  |  |                               |                               |                               |                               |
|  | Stade bordelais UC            | Stade bordelais UC            | 3                             | 3                             |                        |              |                           |                           |                           |                           |  |  |                            |                            |                            |                            |  |  |                               |                               |                               |                               |
|  | Stade bordelais UC            | Stade bordelais UC            | 3                             | 3                             |                        |              |                           |                           |                           |                           |  |  |                            |                            |                            |                            |  |  |                               |                               |                               |                               |
|  |                               |                               | USEV de Toulouse              | USEV de Toulouse              | 0                      | 0            |                           |                           |                           |                           |  |  |                            |                            |                            |                            |  |  |                               |                               |                               |                               |
|  |                               |                               |                               |                               | 0                      | 0            |                           |                           |                           |                           |  |  |                            |                            |                            |                            |  |  |                               |                               |                               |                               |
|  |                               | Le 28 février 1904 à Lyon     |                               |                               |                        |              |                           |                           |                           |                           |  |  |                            |                            |                            |                            |  |  |                               |                               |                               |                               |
|  |                               |                               |                               |                               |                        |              |                           |                           |                           |                           |  |  |                            |                            |                            |                            |  |  |                               |                               |                               |                               |
|  | Stade bordelais UC            | Stade bordelais UC            | 10                            | 10                            |                        |              |                           |                           |                           |                           |  |  |                            |                            |                            |                            |  |  |                               |                               |                               |                               |
|  | Stade bordelais UC            | Stade bordelais UC            | 10                            | 10                            | 21 février 1904 à Lyon |              |                           |                           |                           |                           |  |  |                            |                            |                            |                            |  |  |                               |                               |                               |                               |
|  |                               |                               | FC de Lyon                    | FC de Lyon                    | 3                      | 3            |                           |                           |                           |                           |  |  |                            |                            |                            |                            |  |  |                               |                               |                               |                               |
|  | FC de Lyon                    | FC de Lyon                    | FC de Lyon                    | FC de Lyon                    | 3                      | 3            | 46                        | 46                        |                           |                           |  |  |                            |                            |                            |                            |  |  |                               |                               |                               |                               |
|  | FC de Lyon                    | FC de Lyon                    |                               |                               |                        |              |                           | 46                        |                           |                           |  |  |                            |                            |                            |                            |  |  |                               |                               |                               |                               |
|  | RC Bourguignon                | RC Bourguignon                | 0                             | 0                             |                        |              |                           |                           |                           |                           |  |  |                            |                            |                            |                            |  |  |                               |                               |                               |                               |
|  | RC Bourguignon                | RC Bourguignon                | 0                             | 0                             | FC de Lyon             | FC de Lyon   | Forfait                   | Forfait                   |                           |                           |  |  |                            |                            |                            |                            |  |  |                               |                               |                               |                               |
|  | 21 février 1904 à Marseille   |                               |                               |                               | FC de Lyon             | FC de Lyon   | Forfait                   | Forfait                   |                           |                           |  |  |                            |                            |                            |                            |  |  |                               |                               |                               |                               |
|  |                               |                               | Olympique de Marseille        | Olympique de Marseille        | -                      | -            |                           |                           |                           |                           |  |  |                            |                            |                            |                            |  |  |                               |                               |                               |                               |
|  | Olympique de Marseille        | Olympique de Marseille        | Olympique de Marseille        | Olympique de Marseille        | -                      | -            | Forfait                   | Forfait                   |                           |                           |  |  |                            |                            |                            |                            |  |  |                               |                               |                               |                               |
|  | Olympique de Marseille        | Olympique de Marseille        |                               |                               |                        |              |                           | Forfait                   |                           |                           |  |  |                            |                            |                            |                            |  |  |                               |                               |                               |                               |
|  | Stade grenoblois              | Stade grenoblois              | -                             | -                             |                        |              |                           |                           |                           |                           |  |  |                            |                            |                            |                            |  |  |                               |                               |                               |                               |
|  | Stade grenoblois              | Stade grenoblois              | -                             | -                             |                        |              |                           |                           |                           |                           |  |  |                            |                            |                            |                            |  |  |                               |                               |                               |                               |
|  |                               |                               |                               |                               |                        |              |                           |                           |                           |                           |  |  |                            |                            |                            |                            |  |  |                               |                               |                               |                               |

### Détails des rencontres

#### Bretagne contre Centre-Ouest
Pour sa première qualification dans le championnat de France, le FC de Rennes ne se présente pas sur le terrain des Grands-Prés de Chartres. L'USFSA déclare donc le match gagné par forfait à Chartres.

#### Est contre Sud-Est
Le 21 février, le FC de Lyon écrase le RC Bourguignon par 46 à 0. C'est 14 essais dont 2 transformés (aucun détail sur les marqueurs) que les lyonnais infligent aux bourguignons.

#### Littoral contre Alpes
L'Olympique de Marseille remporte par forfait sa rencontre contre Grenoble prévu sur le terrain du parc Borély. En effet, le Stade grenoblois ne s'est pas présenté sur le terrain de l'OM. On remarque que Grenoble a posé une réclamation, par le biais de leur capitaine Prévôt, concernant la date du match et que l'USFSA a décidé ne pas la poursuivre. Ainsi, l'organisateur reste sur la décision de l'arbitre M. Caron du LOU.

#### Champion de la Garonne, Sud contre Sud-Ouest
Le 28 février 1904, le Stade bordelais reçoit l'US de l'École Vétérinaire de Toulouse sur sa pelouse. Pour sa première dans le championnat, l'Union s'incline par un essai de Laporte à néant. Le match est assez disputé entre les deux équipes et l'Union ne démérite pas et salué par les critiques.
On remarque qu'après la partie, le capitaine toulousain Damestoy porte plusieurs réclamations. On réfute l'essai de Laporte accordé par l'arbitre, la qualification de Bruneau pour ce match et sur la question de la brutalité du match. L'USFSA ne poursuit pas cette réclamation.

#### Champion du Rhône, Sud-Est contre Alpes
Toujours à la même date, le FC de Lyon obtient sa qualification contre l'OM par forfait des marseillais. On lit que les joueurs de la cité phocéenne ne se sont pas présenté sur le terrain lyonnais.

#### Haute-Normandie contre Centre-Ouest
Le 6 mars 1904, sur le terrain du VSC, les chartrains battent les havrais sur le score serré de 5 à 4 points. Un essai de Benoist transformé par Maclos contre un drop de Léwis.

### Demi-finale

#### Garonne contre Rhône
Pour la première fois, on remarque dans l'organe de l'USFSA, Tous les sports, que ce match est aussi nommé « demi-finale » ou « finale régionale du championnat de France ». 

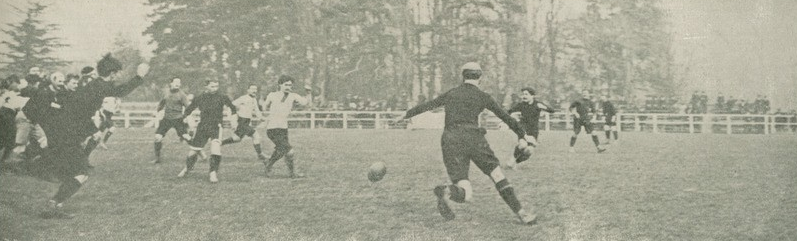
SBUC (noirs) - FCL (blancs), 13 mars 1904.

Le SBUC retrouve le FCL en demi-finale. C'est une partie ayant peu de spectateur mais haletante qui amine ce match au parc de la Faisanderie. Ce match ne brille que par les individualités des arrières et les demi-de-mêlées sont salués. L'arbitre de la rencontre, M. Goy du SCUF a du mal à l'arbitrer tant les acteurs de la rencontre n'ont de cesse que de se battre, même le public s'en mêle.
La première période est bien dominés par les bordelais malgré une résistance des joueurs lyonnais. Cependant, c'est bien le SBUC qui, grâce à Deltour, inscrit un essai transformé par Branlat. Le FCL proteste car sur l'action menant à l'essai, Blain glisse le ballon des mains dans le dos de l'arbitre. Or, l'arbitre ne change pas sa décision et la première mi-temps se poursuit mais les chocs sont brutaux et violents.
En seconde période, le jeu reprend de son intensité et Lyon marque un essai de Varvier. Revenant à 5 à 3, Lyon pousse pour égaliser. Bordeaux répond avec Thil inscrivant le dernier essai de la partie toujours transformé par Branlat. La tension est à son paroxysme et la partie est âprement disputée. Les avant lyonnais sont éreintants et n'hésitent pas à sortir les poings contre ceux du SBUC.
Enfin, M. Goy siffle la fin du match, les bordelais sont victorieux de 10 à 3.

#### Champion de la Seine, Centre-Ouest contre Paris
C'est sur la terrain du VSC que le Stade français démarre sa saison dans le Championnat de France. 
Dès le début de la partie, les chartrains attaquent et Benoist souhaite reproduire les mêmes actions que contre les havrais. Ils sont très vite stopper par des parisiens en forme qui marque son premier essai par Vergès et ensuite par Amand. Quelques minutes suivantes, c'est Cagninacci qui marque. Barry marque son premier essai de la partie. 12 à rien au sifflet de la première période.
A la reprise, Chartres tente d'inscrire un essai mais n'y parvient pas. Barry parvient à inscrire le cinquième et le huitième essai qui est transformé par Muir. Jérôme inscrit le sixième et le septième, puis, Cagninacci mit le neuvième et dernier essai de la rencontre.
Victoire 29 à 0 des parisiens qui retrouvent encore une fois le SBUC en finale.

## Finale

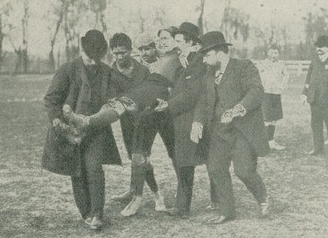
Sortie sur blessure à la cuisse, du trois quart parisien, G. Barry.

Le 27 mars 1904 a lieu à la pelouse du terrain de la Faisanderie de Saint-Cloud la finale du championnat de France. Il s'agit d'une redite de la finale de 1901 ou les deux équipes s'étaient quittés sur le score de 3-0 pour Bordeaux et qui fut disqualifié par l'USFSA et donnant le titre aux parisiens.
Pour cette finale, c'est un match dès le début violent et disputé que voit les 2000 spectateurs de la rencontre à la Faisanderie. « Un combat d'apaches aux environs du Père-Lachaise », écrit alors un journaliste. Très vite, à la troisième minute, Barry sort sur blessure à la cuisse et les parisiens vont devoir évoluer à 14.
La brutalité de ce match surprend le public et les critiques, l'avant Rachou est ensanglanté après un choc qui est KO. Les bagarres et coup de poings et de pieds éclatent. La mi-temps est donné et rien n'est inscrit au score.
La violence reprend en seconde période et l'ancien parisien Maurice Bruneau parvient à inscrire le seul essai de la rencontre.
La cacophonie s'installent dans les tribunes et l'arbitre anglais, conspué, est obligé de siffler l'arrêt pendant un moment du match pour le retrouver du calme.
Jack Muir obtient une pénalité à la 76e minute qui touche le poteau et ne rentre pas ! Le SBUC remporte cette 13e édition du championnat de France et remporte son second titre après la premier de 1899.
| Dimanche 27 mars 1904 | Stade français | 0 - 3 (0 - 0)      | Stade bordelais UC | Terrain de la Faisanderie, Saint-Cloud 2 000 spectateurs Arbitre : William Williams |
| Dimanche 27 mars 1904 |                | Essai(s) : Bruneau |                    | Terrain de la Faisanderie, Saint-Cloud 2 000 spectateurs Arbitre : William Williams |
| Dimanche 27 mars 1904 |                |                    |                    | Terrain de la Faisanderie, Saint-Cloud 2 000 spectateurs Arbitre : William Williams |